# Art of Acting Studio
La Art of Acting Studio est une école privée de spectacle de Los Angeles de réputation internationale.

## Histoire
C'est la seconde école d'art de l'école d'art Stella Adler Studio of Acting fondée par l'actrice Stella Adler, fondé en 1985.

## Personnalités de l'école
- Étudiant de Art of Acting Studio

- Jane Levy